# Гидрозамок
Гидрозамок (гидравлический замок) — устройство, предназначенное для удержания гидравлических двигателей в статическом положении под нагрузкой.
Одним из недостатков гидропривода являются утечки рабочей жидкости через уплотнения и зазоры. Особенно актуальна эта проблема для золотниковых гидрораспределителей. Вследствие этого, например, в гидроцилиндре, находящемся под нагрузкой, шток медленно опускается. С увеличением срока эксплуатации гидропривода утечки постепенно возрастают, и скорость опускания штока при использовании золотниковых гидрораспределителей с длительным сроком эксплуатации выше, чем у новых распределителей. Аналогичная проблема присуща и гидромоторам, и поворотным гидродвигателям, находящимся под нагрузкой.
Для решения обозначенной проблемы и служат гидрозамки.
Гидравлическим замком называют направляющий гидроаппарат, предназначенный для пропускания потока рабочей жидкости в одном направлении и его запирания в обратном направлении при отсутствии управляющего воздействия, а при наличии последнего — для пропускания жидкости в обоих направлениях.
Гидрозамки широко применяются в гидроприводах для автоматического запирания рабочей жидкости в полостях гидродвигателей с целью остановки их выходных звеньев в заданных положениях. Гидрозамки подразделяются по следующим признакам: 
- по числу запорно-регулирующих элементов — односторонние и двухсторонние;
- по конструкции запорно-регулирующих элементов — шариковые, конические;
- по виду управляющего воздействия — с гидравлическим, пневматическим, электромагнитным и механическим управлением.

Гидрозамки разделяют по числу элементов на односторонние и двусторонние и по виду управляющего воздействия на гидрозамки с гидравлическим, пневматическим, электромагнитным и механическим управлением. В следящих гидроприводах чаще всего применяют гидрозамки с коническими клапанами и гидравлическим управлением.
Различают гидрозамки одностороннего действия и двустороннего действия. Гидрозамки одностороннего действия называют также управляемыми обратными клапанами.
Гидрозамки широко используются в гидроприводе строительно-дорожных, горных машин, и во многих других системах объёмного гидропривода.